# Temporada 2004-05 da PSL
A Premier Soccer League 2004-2005 foi a 9º edição da Premier Soccer League, principal competição de futebol da África do Sul. A liga teve a participação de 16 clubes.
O Kaizer Chiefs foi o campeão com seu rival o Orlando Pirates segundo. 